# Neastacilla deducta
Neastacilla deducta är en kräftdjursart som först beskrevs av Hale 1925.  Neastacilla deducta ingår i släktet Neastacilla och familjen Arcturidae. Inga underarter finns listade i Catalogue of Life.